# Dmitri Miroschnitschenko
Dmitri Andrejewitsch Miroschnitschenko (russisch Дмитрий Андреевич Андреевич Мирошниченко, * 26. Februar 1992 in Aqtöbe, Kasachstan) ist ein kasachischer Fußballspieler. Er steht momentan bei Tobol Qostanai unter Vertrag. Außerdem ist er Nachwuchsnationalspieler Kasachstans.

## Karriere
Der Sohn des berühmten kasachischen Fußballspielers Andrey Miroshnichenko spielte von 2009 bis 2010 in der Jugendklasse beim FK Kuban Krasnodar. 2011 debütierte er für den FK Aqtöbe und spielte mehrere Spielzeiten in der höchsten kasachischen Spielklasse, der Premjer-Liga. 2014 wurde er in die kasachische Nationalmannschaft aufgenommen und wechselte 2015 zu Tobol, wo er bis 2022 blieb. Nach einem Engagement bei Tschernomorez Noworossijsk und kurzer Zeit bei FK Ufa wechselte Mironischtschenko zu Spartak Kostroma in eine der zweiten russische Ligen.

## Erfolge
- Kasachischer Meister: 2013, 2021